# تورایی
تورایی (انگلیسی: Torae؛ زادهٔ ۱۸ مارس ۱۹۷۷) خواننده رپ اهل ایالات متحده آمریکا از جزیره کنی در بروکلین است. او تعدادی آلبوم انفرادی و کارهای مشارکتی منتشر کرده‌است و با ناشر ضبط مستقل Interior Affairs Entertainment فعالیت می‌کند.